# XXXIII Festival del Huaso de Olmué
El XXXIII Festival del Huaso de Olmué, o simplemente Olmué 2002, se realizó los días 19, 20 y 21 de enero de 2002 en el Parque El Patagual, ubicado en Olmué, Chile. Fue animado por Juan La Rivera y transmitido por Canal 13, Radio Cooperativa y Radio Latina de Limache.

## Antecedentes
La organización de Festival del Huaso de Olmué se propuso entregarle nuevos aires al folclor, pero dándole el justo espacio a los viejos exponentes. El escenario del Parque El Patagual contó con renovaciones y acondicionamiento para brindar mayor comodidad al público.

## Artistas

### Musicales
- Pedro Aznar
- Francesca Ancarola, Cecilia Castro y Magdalena Matthey
- Inti Illimani
- La Contru
- Los Huasos Quincheros y Agrupación Los Cántaros
- Los Tucu Tucu
- Chico Trujillo
- Soledad Bravo
- Las Cuatro Brujas, Los Cuatro Cuartos y Pedro Messone

### Humor
- Pedro Pelluco
- Camilo Happy
- Gilberto Guzmán "El Fatiga"

## Programación

### Día 1 (viernes 19)
- Pedro Aznar
- Francesca Ancarola, Cecilia Castro y Magdalena Matthey
- Competencia Folclórica
- Pedro Pelluco (Humor)
- Inti Illimani[2]

### Día 2 (sábado 20)
- La Contru
- Camilo Happy (Humor)
- Competencia Folclórica
- Los Huasos Quincheros y Agrupación Los Cántaros
- Los Tucu Tucu[1]

### Día 3 (domingo 21)
- Chico Trujillo
- Soledad Bravo
- Las Cuatro Brujas, Los Cuatro Cuartos y Pedro Messone
- Gilberto Guzmán "El Fatiga" (Humor)
- Ángel Parra, Ángel Parra (hijo) y Los Chileneros

## Competencia
- Ganador: "Voy navegando, navegando"
  - Autor: Elías Llanos Canales
  - Compositor: Elías Llanos Canales
  - Intérpretes: Mito Manutoma Matoma y Mai Hiva (Rapa Nui)[3]